# Фельдберг (Баден-Вюртемберг)
Фельдберг (нім. Feldberg) — громада в Німеччині, знаходиться в землі Баден-Вюртемберг. Підпорядковується адміністративному округу Фрайбург. Входить до складу району Брайсгау-Верхній Шварцвальд.
Площа — 24,97 км2. Населення становить 1849 ос. (станом на 31 грудня 2020).